# Storoschewoje (Kaliningrad, Prawdinsk)
Storoschewoje (russisch Сторожевое, deutsch Klein Klitten) ist ein untergegangener Ort in der Oblast Kaliningrad (Gebiet Königsberg (Preußen)) der Russischen Föderation. Die Ortsstelle gehört zum heutigen Rajon Prawdinsk (Munizipal-/Stadtkreis Friedland).

## Geographische Lage
Die Ortsstelle von Storoschewoje liegt zwei Kilometer nördlich der Staatsgrenze zur polnischen Woiwodschaft Ermland-Masuren im südlichen Westen der Oblast Kaliningrad, 16 Kilometer nördlich der einstigen und heute auf polnischem Gebiet gelegenen Kreisstadt Bartenstein (polnisch Bartoszyce).

## Geschichte
Das Dorf Klein Kitten kam 1874 als eigenständiger Gutsbezirk zum neu errichteten Amtsbezirk Schloss Domnau (russisch Domnowo) im ostpreußischen Kreis Friedland (ab 1927: Kreis Bartenstein). (ab 1930: Amtsbezirk Groß Klitten, russisch Tscherjomuchowo).
Im Jahre 1905 zählte der Gutsbezirk Klein Klitten, in den der Nachbarort Pöhlenwalde (nicht mehr existent) eingegliedert war, insgesamt 50 Einwohner, im Jahre 1910 waren es noch 37.
Am 30. September 1928 verlor der Gutsbezirk Klein Klitten seine Selbständigkeit, als er sich mit der Landgemeinde Redden (russisch Pogranitschnoje) und den Gutsbezirken Louisenberg und Redden zur neuen Landgemeinde Redden zusammenschloss.
Nachdem das gesamte nördliche Ostpreußen 1945 in Kriegsfolge an die Sowjetunion gefallen war, erhielt Klein Klitten 1946 die russische Namensform „Storoschewoje“. Nach anfänglicher Besiedlung verlor der Ort seine Einwohner und verwaiste – wohl auch dank seiner direkten Nähe zur russisch-polnischen Grenze. Heute gilt er als untergegangener Ort, dessen Ortsstelle im Gebiet der Selbstverwaltungseinheit Rajon Prawdinsk (Munizipal-/Stadtkreis Friedland) in der Oblast Kaliningrad (Gebiet Königsberg (Preußen)) liegt.

## Kirche
Bis 1945 war Klein Klitten in die evangelische Kirche Domnau (russisch Domnowo) in der Kirchenprovinz Ostpreußen der Kirche der Altpreußischen Union, außerdem in die römisch-katholische Kirche St. Bruno in Bartenstein (polnisch Bartoszyce) im Bistum Ermland eingepfarrt.

## Verkehr
Die Ortsstelle von Storoschewoje liegt westlich der Straße von Domnowo (Domnau) über Soldatowo (Sehmen) nach Schirokoje (Schönbruch) am Abzweig zu den Ortsstellen Pogranitschnoje (Redden) und Louisenberg. Eine Anbindung an den Bahnverkehr bestand und besteht nicht.